# Vodka

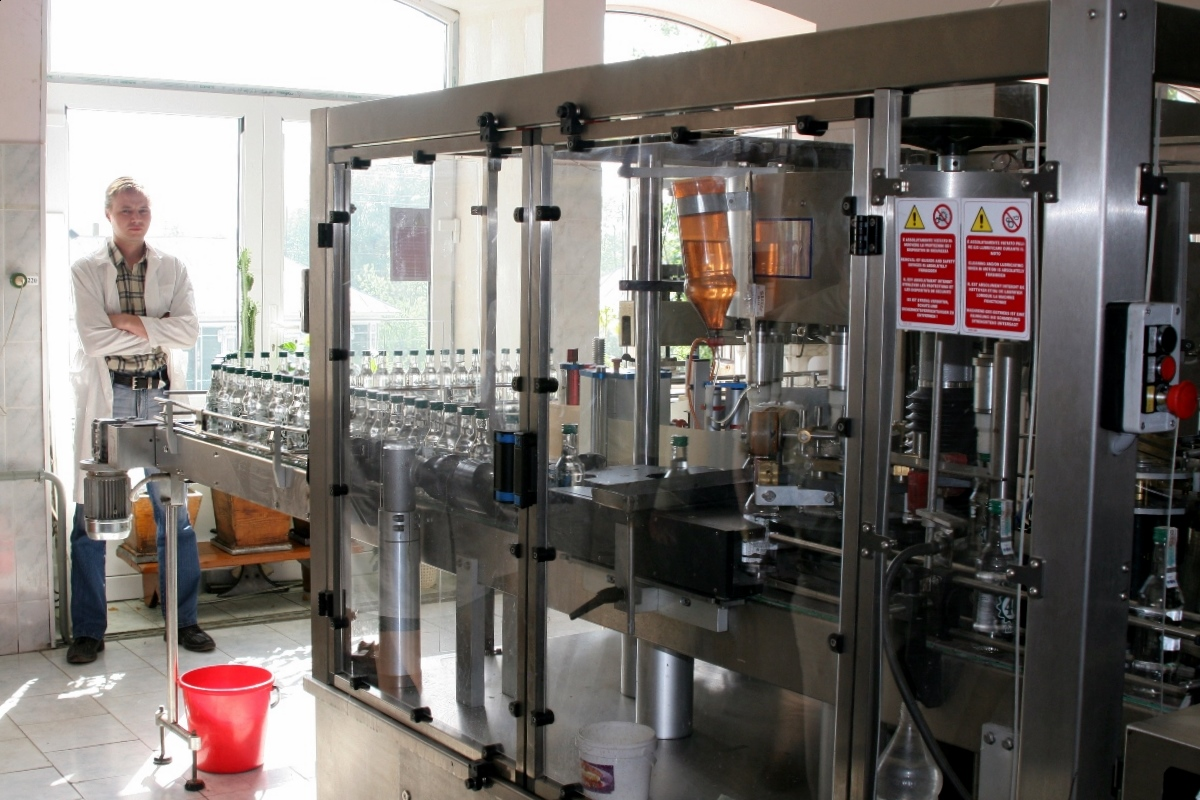
Buteljeringsanläggning hos Sjatskaja Vodka i Sjatsk i Ryssland

Vodka (från polska ordet wódka och ryska водка, diminutiv av вода, vatten) är ursprungligen ett polskt, okryddat brännvin av olika alkoholstyrka. På åtskilliga språk används ordet som beteckning på okryddat brännvin.
Det är en vanligtvis färglös, destillerad spritdryck med ursprung i Polen och Ryssland. Den framställs av säd (råg, vete, korn, hirs, majs) eller rotfrukter/grönsaker (till exempel potatis, betor, äpplen, lök, morötter, pumpor och melass). Drycken används mest som snaps och i drinkar.
Bortsett från olika typer av smaksättningar består vodka av vatten och alkohol. Vodkan destilleras till högre alkoholhalt för att sedan blandas ut med vatten. Alkoholhalten i vodka varierar från 37,5 till 50 volymprocent. Den klassiska ryska vodkan är alltid 40 procent.
Vodka måste destilleras till minst 96 procent och sedan enligt EU-reglerna blandas ut till lägst 37,5 procent. Om dessa regler inte följs får spriten inte kallas vodka.
Vodka dricks traditionellt ren som snaps. Dess internationella popularitet beror däremot främst på att den är användbar i drinkar, till exempel i Cosmopolitan, Bloody Mary, Screwdriver, Vodka Tonic och Vodka Martini.
Vodka är en viktig svensk exportvara, i form av Absolut Vodka.

## Ursprung
Vodka som dryck började framställas i större skala mellan 950 och 1100 i dåtidens Kievrus (områden som då omfattade delar av nuvarande Polen, Ryssland, Vitryssland och Ukraina). Även i Västeuropa var destilleringskonsten utbredd på 1100-talet, vilken man hade lärt sig av araberna. Man destillerade mest vin, men även öl, vilket gav ett sädesbrännvin av samma slag som vodka. Till en början hette inte drycken just vodka, utan kallades för "sädesvin" (ry. chlebnoje vino eller хлебное вино).
Ordet skrivet med kyrillisk skrift förekommer från 1533. Där beskrivs termen vodka används i en kontext om egenskaper för alkoholanvändning som medicinsk ört. Eftersom alkohol använts länge som bas i mediciner tyder det på att vodka är ett substantiv från verbet vodit’, razvodit’ (водить, разводить), "att späda med vatten". Sädesvin var en sprit som destillerat från alkohol gjort med korn (i motsatt till druvvin) och därmed skulle "vodka av sädesvin" vara utspädd alkohol av en destillerad kornsprit.
Vodka benämns i många språk även som "brännvin": Polska: gorzałka; ukrainska: горілка, horilka; vitryska: гарэлка, harelka; litauiska: degtinė; lettiska: degvīns; finska: paloviina; isländska; brennivín; danska; brændevin; svenska: brännvin; norska: brennevin (även om de svenska och norska orden även syftar på andra starka spriter; se brännvin); i Ryssland var det under 1800- och 1900-talet vanligt att det kallades горящее вино (gorjasjtjeje vino, "brännande vin").
Vodka började från 1960-talet även användas som benämning på svenskt okryddat brännvin, med lanseringen av Explorer Vodka 1958 och Absolut Vodka 1979. Detta skedde efter Smirnoffs stora exportframgångar.

### Ukrainsk horilka/vodka
Horilka (ukrainska горілка, "vodka") är en ukrainsk alkoholdryck. Den destilleras från spannmål. Från början mätte alkoholhalten endast 20%. På senare tid, 2000-talet, har alkoholhalten gått upp till 40% för att mätas med den besläktade drycken vodka.

## Historia
Eftersom vilda jästsvampar, som producerar alkoholen, inte kan överleva då alkoholhalten överstiger ca 16%, kunde man först bara producera alkoholdrycker som understeg denna koncentration. Sedan araberna uppfann destillationsapparaten på 700-talet, kunde man uppnå en mycket högre koncentration genom att destillera alkoholsvagare drycker.
Destilleringsprocessen var länge en hemlighet. Den första europeiska beskrivningen av en destilleringsapparat har daterats till 1200-talet, men i Persien hade handböcker redan utgivits på 800-talet - fast inte för att destillera alkohol, utan rosenvatten. Apparaten beskrevs i en universitetsprofessors avhandling om vin. Flera destillationer krävdes för att uppnå alkoholhalt över 60% med de tidiga apparaterna. Precis som all annan tillverkning, utvecklades även den av alkohol under 1800-talet. Edward Adams uppfann en destillator som genom att destillera kontinuerligt, flera gånger, i en och samma apparat fick fram en mycket renare produkt då biprodukter från jäsningen kunde avskiljas effektivare.
Den ryska vodkastandarden om 40 procents alkoholhalt infördes 1843, under Nikolaj I, och gjorde det straffbart att sälja vodka med annan alkoholhalt. Syftet med detta var att underlätta beskattningen av vodkan, som tidigare hade baserats på alkoholhalten, och för att förhindra att vodkadrickarna lurades av handlare som spädde ut vodkan. Vandringssägner som bland annat sprids av en av de stora ryska vodkaproducenterna i sin marknadsföring kopplar vodkastandarden till den ryske kemisten Dmitrij Mendelejev, som också i sin forskning skulle ha kommit fram till att 38 procent var en ideal alkoholhalt för vodka. Inget av detta har någon historisk täckning, och standarden bestämdes redan när Mendelejev bara var nio år gammal.

## Internationella vodkamärken

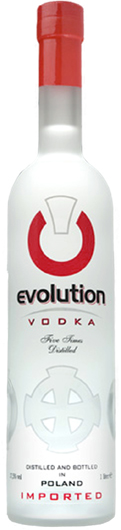
Evolution Vodka, Polen
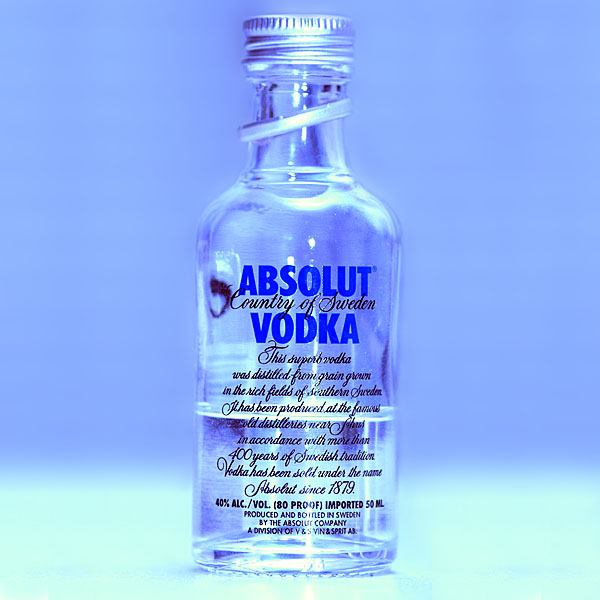
Absolut Vodka, Sverige
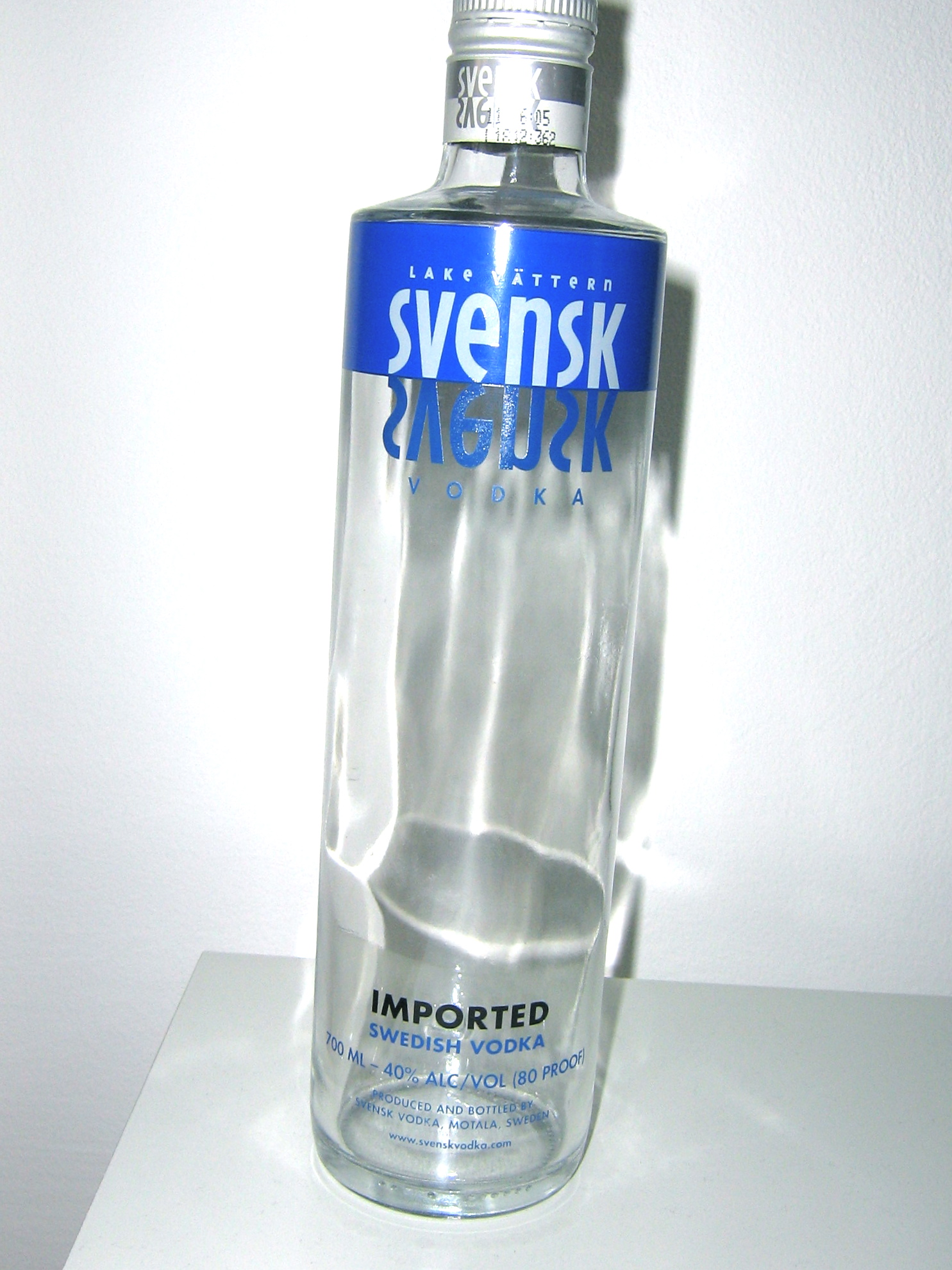
Svensk Vodka, Sverige
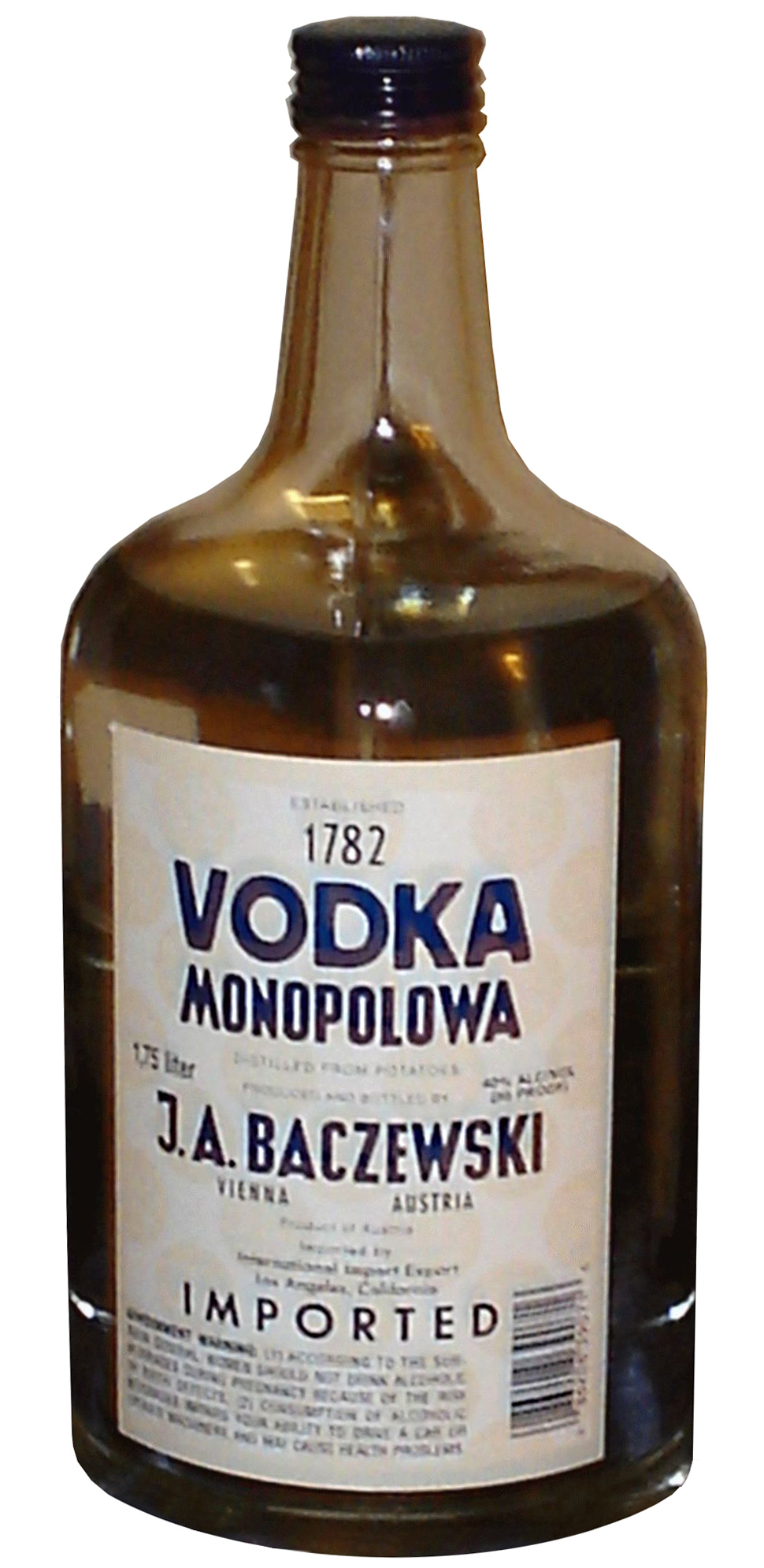
Monopolowa, Polens första industriella vodkadestilleri, grundad 1782 av Jan Baczewski
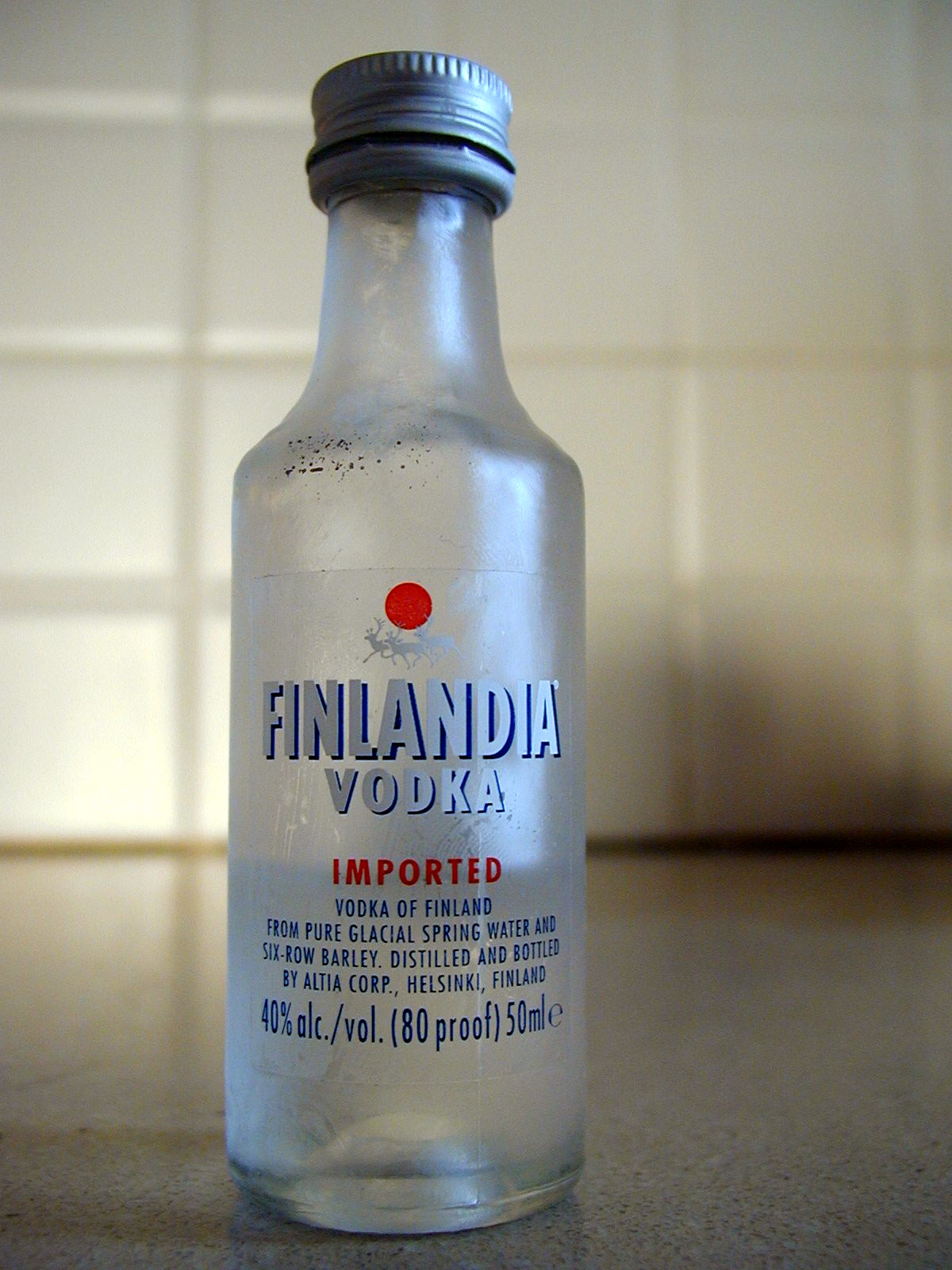
Finlandia, Finland